# ツルニチニチソウ
ツルニチニチソウ（蔓日々草、学名：Vinca major）は、キョウチクトウ科の常緑蔓性植物の一種。ツルギキョウともいうが、キキョウ科にツルギキョウ（学名：Campanumoea maximowiczii）という植物があり、キキョウ科のものが標準和名のツルギキョウである。

## 分布
ヨーロッパ原産で観賞用に栽培される。北アメリカ、南アメリカ、オーストラリア、日本に帰化している。

## 特徴
Vinca属は蔓性の多年草あるいは亜低木に分類され、日本ではツルニチニチソウ（Vinca major）とさらに小型のヒメツルニチニチソウ（V. minor）の2種が一般的に知られる。茎が地面や石垣などを這い、節から根を出し広がって増える。この性質のため、吊り鉢から茎を垂らしたり、グランドカバーなどに利用される。特に斑の入る品種が園芸品種として好まれる。斑には、白と黄色があり、斑の模様も多様であるが、斑入り品種は花付きがよくない傾向がある。耐寒性、耐陰性、耐乾性に優れ周年の鑑賞に耐える。
葉の淵に黄色い斑があるものをフクリンツルニチニチソウという。

## 栽培
日当たりを好むが、半日陰でも植え付けはできる。地植えの場合、植え付け適時は春か秋で、花期は、3月～5月頃。花の形がニチニチソウに似ているが、色は青紫色または白色。柱頭は円盤状をしており、その上に毛のある突起物があるが、このような柱頭の植物は珍しい。葉は幅広い。ニチニチソウ同様に繁殖力が非常に強く、観賞用によく栽培される。増やしたい場合は、株分けか挿し芽で増やす。株分けは、蔓が土に根を下ろしている部分を切って苗にする。たくさん増やしたい場合は挿し芽を用いる。挿し芽は、初夏に伸長が止まって蔓が堅くなった先端を切り、挿し芽用土に挿す。
ビンカアルカロイドとは異なるアルカロイドを含む。

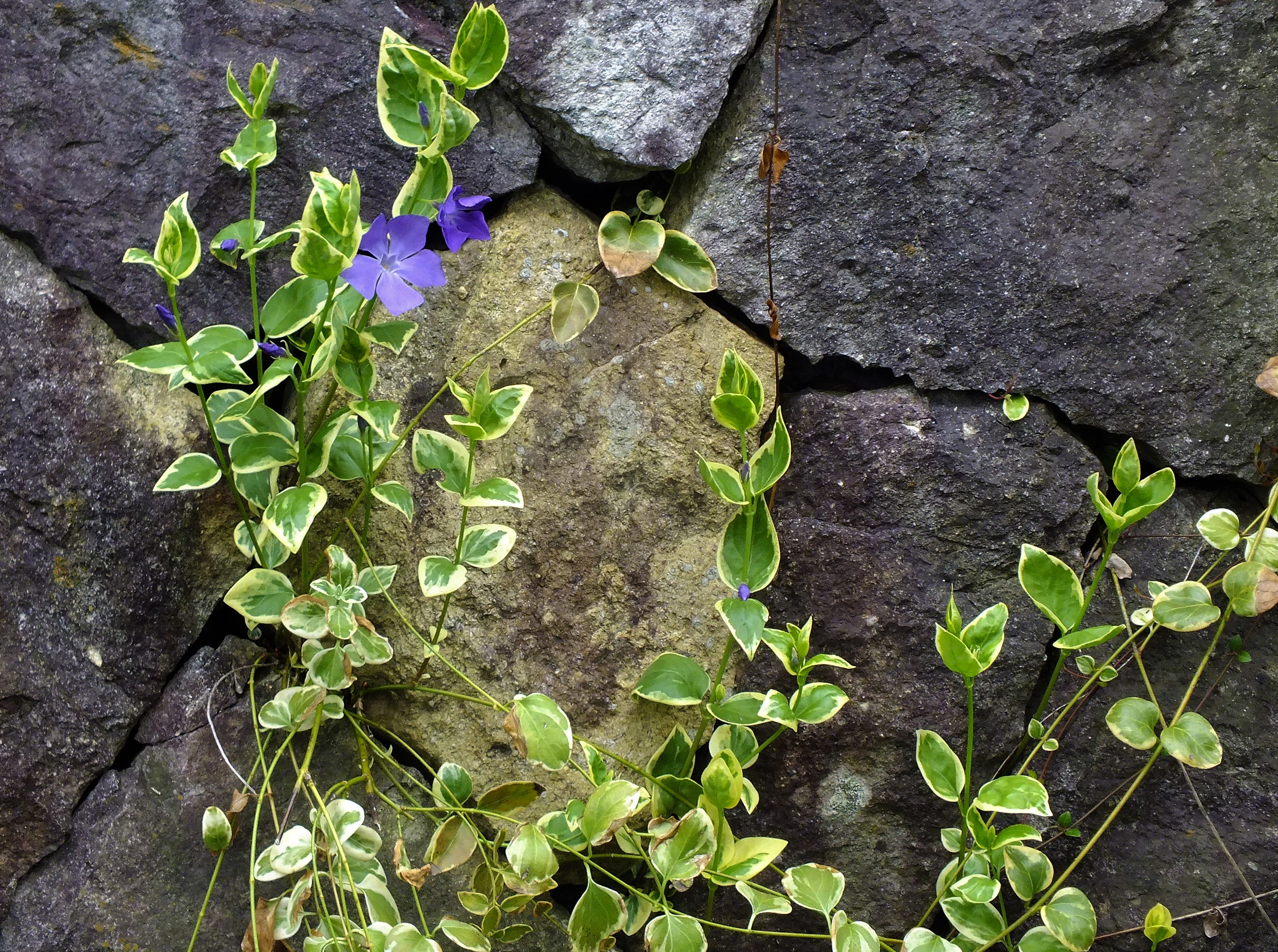
石垣を這い上がる　兵庫県西脇市にて、4月
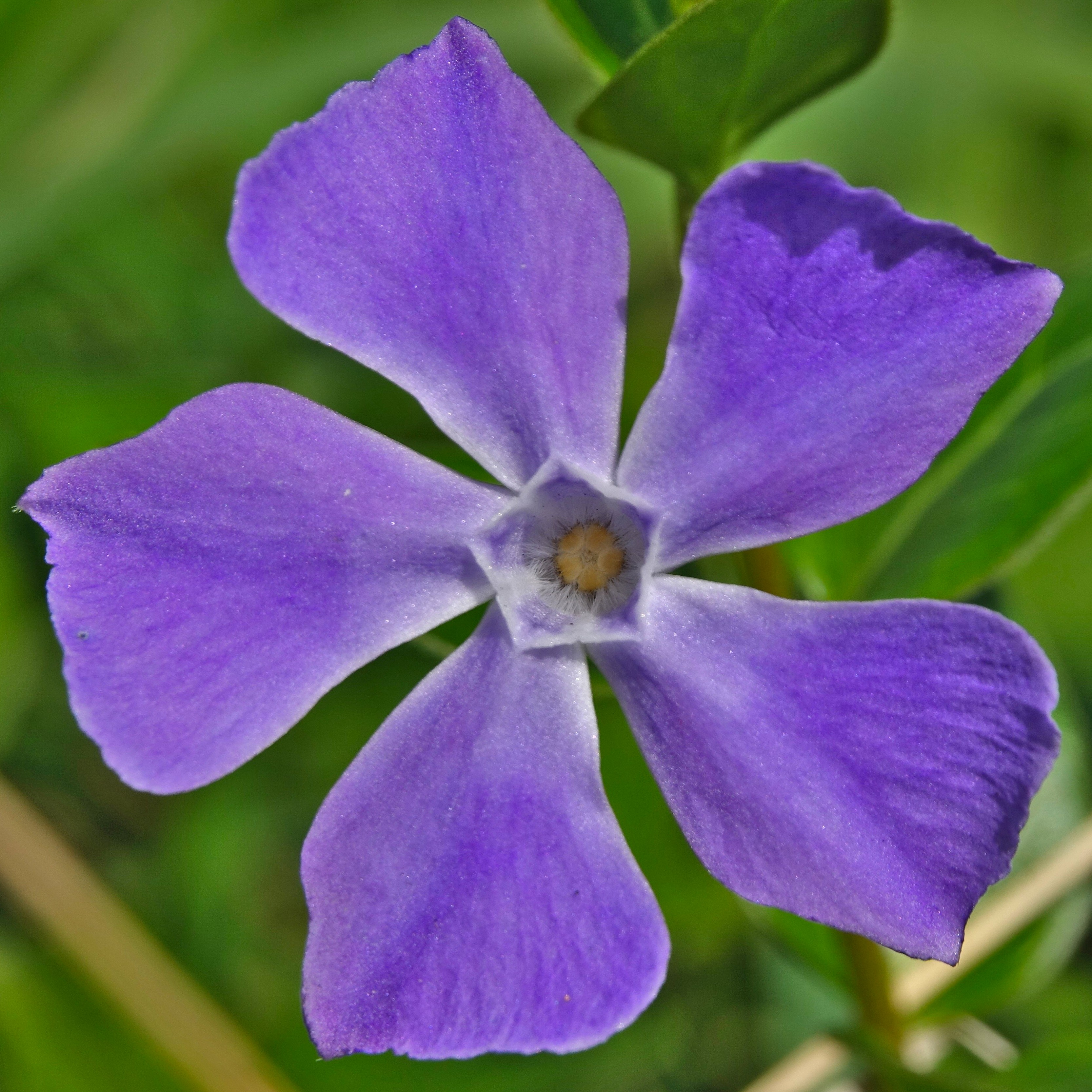
花
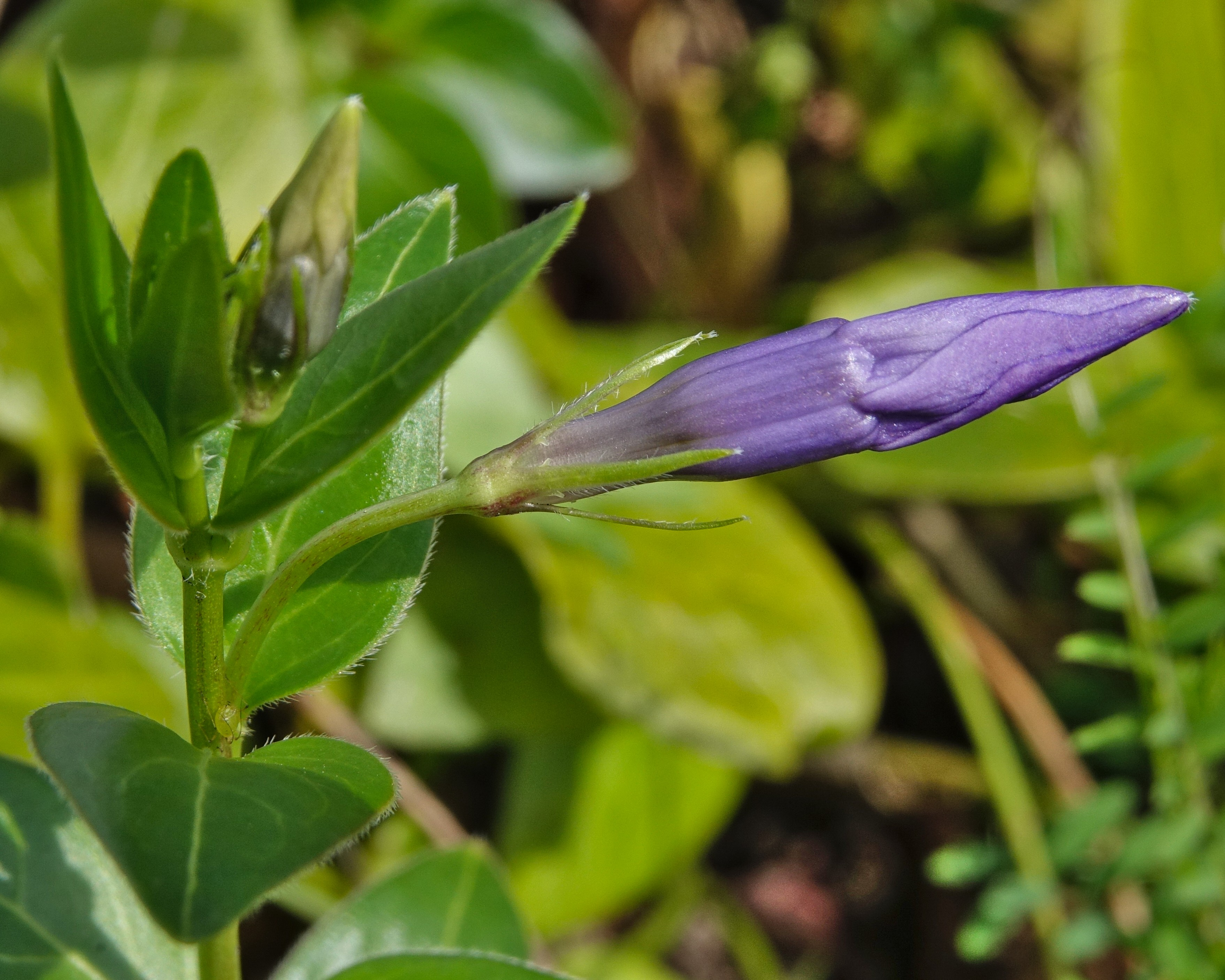
開花
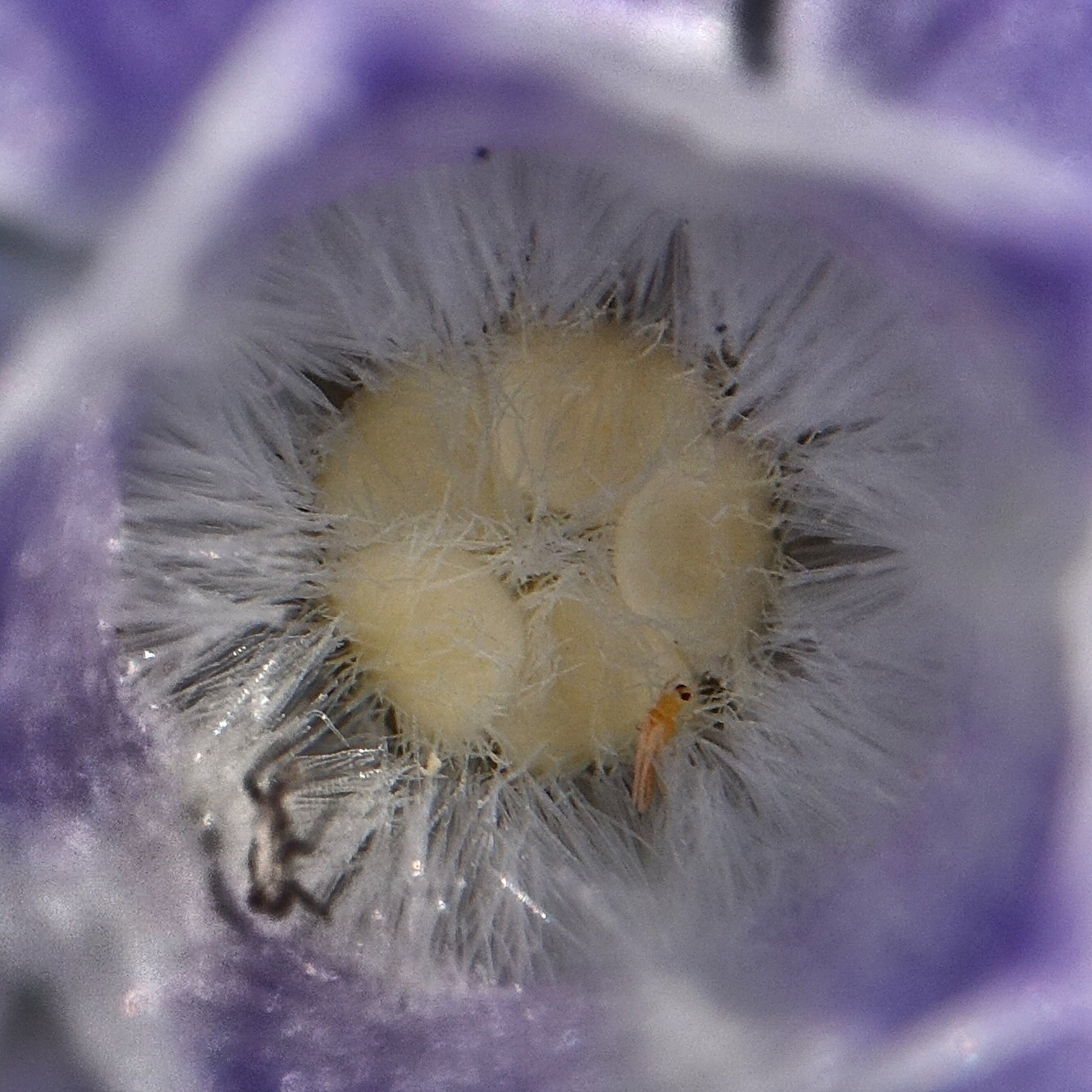
柱頭